# Le Mesnil-sur-Bulles
Le Mesnil-sur-Bulles település Franciaországban, Oise megyében. Lakosainak száma 266 fő (2022. január 1.). Le Mesnil-sur-Bulles Nourard-le-Franc, Bulles, Fournival, Le Plessier-sur-Bulles, Saint-Remy-en-l’Eau és Valescourt községekkel határos.

## Népesség
A település népességének változása:
| Lakosok száma | 245  | 257  | 269  | 266  | 268  | 270  | 269  | 267  | 266  |
|               | 2013 | 2015 | 2016 | 2017 | 2018 | 2019 | 2020 | 2021 | 2022 |